# کورسمندرهای بترزبی
کورسمندرهای بترزبی (نام علمی: Indotyphlidae) نام یک تیره از راسته سمندرهای کرمی است.